# Swan Records
Swan Records era una discogràfica nord-americana fundada el 1957, a Philadelphia, Pennsylvania. Tenia una disquera subsidiària anomenada Lawn Records.
Swan va cridar l'atenció després que Brian Epstein llancés la cançó de The Beatles "She Loves You" i va tornar una batada vàlida número u a Amèrica el gener de 1964.
Swan també va obtenir els drets de la versió en alemany de "She Loves You", "Sie Liebt Dich" que va arribar al número 97 el 1964.
L'èxit del single "She Loves You" va mantenir a Swan en les caminades mentre a altres petites disqueras els nevava a sobre per la invasió britànica, però finalment va tancar les portes el 1967.
Fora de "She Loves You", la batada vàlida més recordada de Swan va ser "Palisades Park" el 1962, escrita per Chuck Barris, i entonada per l'artista més reeixit de la disquera, Freddy Cannon. Una altra batada vàlida de Swan va ser un llançament de l'única batada vàlida dels Rockin' Rebels, la instrumental "Wild Weekend" (que de fet va ser escrita com un jingle de radi per a un DJ de Buffalo).
Swan era una associació de Bernie Binnick i Tony Mammarella, amb una inversió financera de Dick Clark en ella. Quan els escàndols payola en els 60 van trencar, Clark es va separar de tots els seus interessos externs per evitar un conflicte d'interès. La disquera va ser distribuïda per Cameo-Parkway, que en aquell temps era la millor disquera per a música de ball d'adolescents ("The Twist", "Limbe Rock" ("Dg.) The Bird", "Wah-Watusi", "Mashed Potato Time", "Gravy (For My Mashed Potatoes", "Hully Gully Baby", "Bristol Stomp", " (Dg. the) New Continental")
La primera batada vàlida per a la disquera va ser "Click Clack" per Dickie Doo i els Don'ts, un enregistrament d'estudi produït per Gerry Granahan sota el pseudònim que era de fet el renom que Dick Clark li donava al seu petit fill, Dick Clark, Jr.
Els Three Degrees van tenir un impacte moderat amb un remake de "Close your eyes" dels Five Degrees, però els va ser millor a Roulette amb el seu remake de "Maybe" de Chantel i "When Will I See You Again" en la disquera Philadelphia Internacional Records de Kenny Gamble i Leon Huff.
L'etiqueta posa el missatge "No te surtis" per encoratjar els nens a seguir a l'escola.

## Artistes de Swan Records
- The Beatles
- Bona Vistes
- Billy & Lillie
- Freddy Cannon
- Danny & The Juniors
- Dicky Doo & The Don'ts
- Three Degrees
- Mark Valentino